# 東出町 (名古屋市)
東出町（ひがしでちょう）は、愛知県名古屋市中川区の地名。

## 歴史

### 沿革
- 1930年（昭和5年）3月10日 - 中区露橋町の一部により、同区東出町が成立[3]。
- 1932年（昭和7年）8月1日 - 中区西日置町・露橋町の各一部を編入する[3]。
- 1936年（昭和11年）2月20日 - ベニア板等の製造販売を行う新田合板が設立[4]。
- 1937年（昭和12年）10月1日 - 中村区編入により、同区東出町となる[3]。
- 1944年（昭和19年）2月11日 - 中川区編入により、同区東出町となる[3]。
- 1975年（昭和50年）6月21日 - 大部分が中川区山王一丁目・山王三丁目に編入され、鉄道敷地内に残存[3]。